# علم الزلازل النجمي

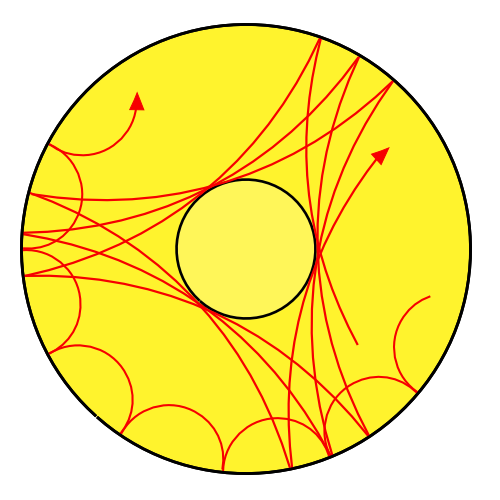
أنماط تذبذب النجم المختلفة والسريعة التقلب خلال الأجزاء المختلفة من النجم، يمكن من خلالها استنتاج بنية النجم الداخلي جزئيا.

علم الزلازل النجمي (بالإنجليزية: Asteroseismology)‏ في علم الفلك هو العلم الذي يدرس البنية الداخلية للنجوم من خلال تفسير تردد أطياف النجوم. لأن أنماط تذبذب النجم مختلفة وسريعة التقلب خلال الأجزاء المختلفة من النجم، لذلك يعطي علم الزلازل النجمي علماء الفلك فكرة عن الهيكل الداخلي للنجم، بصورة مختلفة عن الخصائص المباشرة العامة مثل الإضاءة ودرجة حرارة السطح.ويرتبط علم الزلازل النجمي ارتباطا وثيقا بعلم الزلازل الشمسي وهو علم يدرس التذبذبات النجمية في الشمس تحديدًا. على الرغم من أن كلاهما يقوم على نفس الفيزياء الأساسية، وتتوفر معلومات أكثر تنوعا للشمس لأن سطحها يمكن حله.
ويسمح علم دراسة تذبذب النجوم للباحثين بقياس ذبذبات النجوم، واستخدامها لمعرفة نسبة تفلطحها، أي بشكل أساسي كم هي نسبة التسطح والانضغاط في السطح الكري للنجم ويعتمد ذلك على قدرة الباحثين على فصل ترددات الموجات الصوتية المنبثقة من داخل النجم.

## عمليات المراقبة
حتى وقت قريب، كانت عمليات المراقبة الأرضية هي المصدر الرئيسي للمعرفة حول أساليب التذبذب في الأنواع المتضخمة من النجوم النابضة. وخلال العشر سنوات الماضية، البعثات الفضائية مثل (مستكشف الأشعة تحت الحمراء عريض المجال)، والقمر الصناعي موست، والمرصد الفضائي كوروت ومسبار كيبلر جعلت من الممكن تسجيل سلاسل زمنية طويلة في وقت واحد على أهداف عديدة. ومع ذلك، لا يزال من الممكن استخدام الشبكات الأرضية مثل (مجموعة شبكة تذبذب النجوم) بطريقة تكميلية لمراقبة النجوم الأكثر إشراقا من تلك التي ترصد من الفضاء. وقد سمحت لنا كل هذه البعثات بدراسة الهيكل الداخلي لكثير من النجوم وحركتها الديناميكية، بما في ذلك التناوب الداخلي ومعلماتها الأساسية مثل كتلها، والشعاع نصف قطري وأعمارها.

## الخلفية النظرية

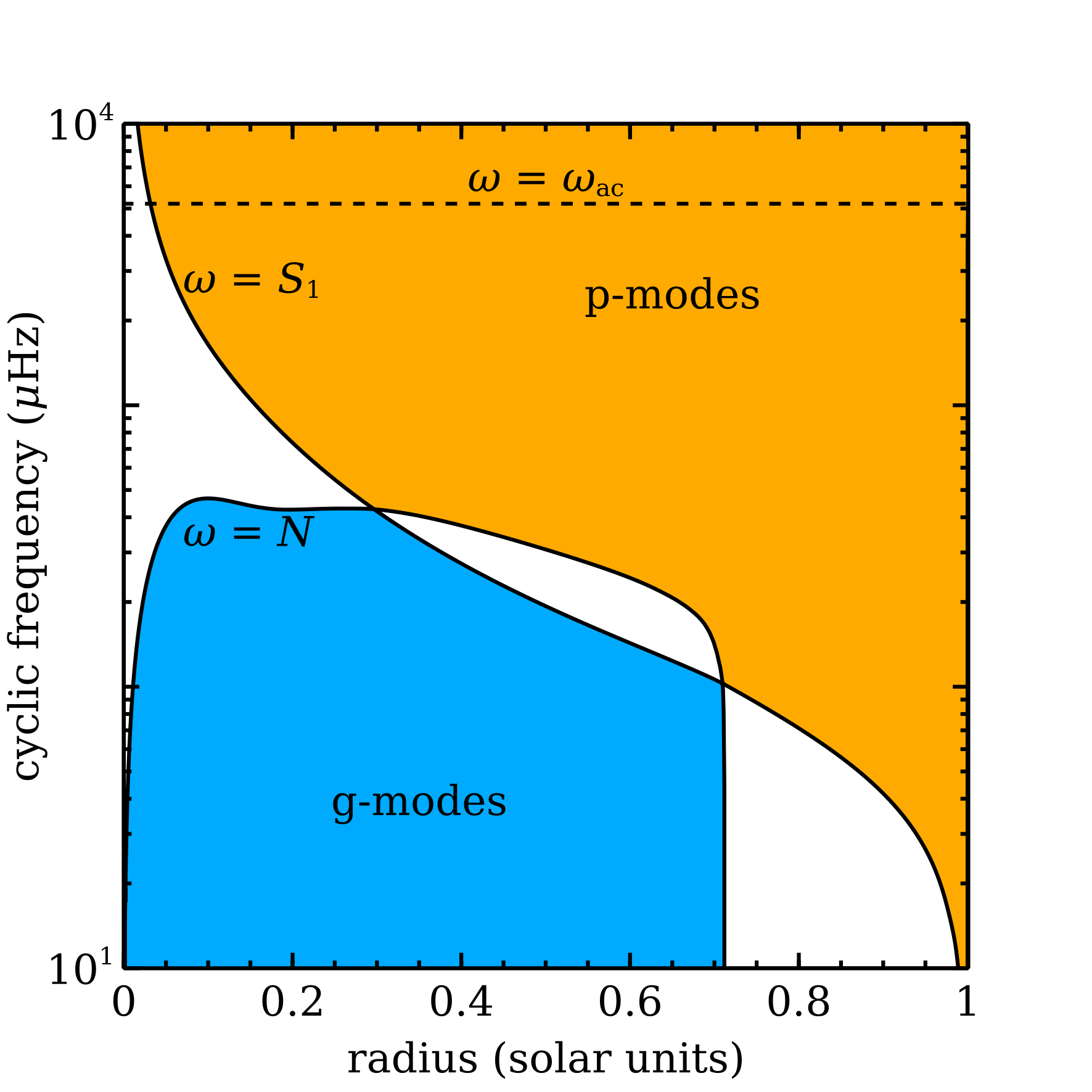
رسم بياني تخطيطي لنموذج شمسي معياري.

من خلال التشويش الخطي المعادلات التي تحدد التوازن الميكانيكي للنجم (على سبيل المثال حفظ الكتلة والتوازن الهيدروستاتيكي) وعلى افتراض أن الاضطرابات مكظومة الحرارة، يمكن إستنتاج نظام من أربعة معادلات تفاضلية ناتج حلها يكشف تواتر وتركيب أنماط تذبذب النجم.وعادة ما يفترض أن بنية النجم تكون متماثلة كروية، وبالتالي فإن العنصر الأفقي (أي الغير إشعاعي) للتذبذبات يتم وصفه من خلال التوافقيات الكروية، مفهرس من قبل درجة زاوية {\displaystyle \ell } والنظام السمت {\displaystyle m}. في النجوم الغير- دوارة، الأنماط التي لها نفس الدرجة الزاوية يجب أن تكون على نفس التردد لأنه لا يوجد محور مفضل. وتدل الدرجة الزاوية على عدد الخطوط العقدية على سطح النجم، وبالنسبة للقيم الكبيرة للدرجة الزاوية فإن القطاعات المتعارضة تلغى تقريبا مما يجعل الكشف عن تغيرات الضوء صعب. ونتيجة لذلك لا يمكن الكشف إلا عن أنماط تصل إلى حوالي 3 درجات زاوية في الشدة و4 إن رصدت من خلال السرعة الشعاعية.
بالإضافة إلى ذلك وعلى افتراض أن الاضطراب إلى جهد الجاذبية مهمل وأن بنية النجم عند المحور تتفاوت ببطء أكثر عن وضع التذبذب، يمكن تخفيض المعادلات إلى معادلة واحدة من الدرجة الثانية للمكون الشعاعي لنزوح الدالة الخاصة {\displaystyle \xi _{r}}:
{\displaystyle {\frac {d^{2}\xi _{r}}{dr^{2}}}={\frac {\omega ^{2}}{c_{s}^{2}}}\left(1-{\frac {N^{2}}{\omega ^{2}}}\right)\left({\frac {S_{\ell }^{2}}{\omega ^{2}}}-1\right)\xi _{r}}
حيث
{\displaystyle r} الإحداثي المحوري للنجم.
{\displaystyle \omega } هو التردد الزاوي لنمط التذبذب.
{\displaystyle c_{s}} هي سرعة الصوت داخل النجم.
{\displaystyle N} تردد الطفو و{\displaystyle S_{\ell }} هو تردد موجة الحمل.
{\displaystyle N} و{\displaystyle S_{\ell }} تحدد من قبل:
{\displaystyle N^{2}=g\left({\frac {1}{\Gamma _{1}P}}{\frac {dp}{dr}}-{\frac {1}{\rho }}{\frac {d\rho }{dr}}\right)}
{\displaystyle S_{\ell }^{2}={\frac {\ell (\ell +1)c_{s}^{2}}{r^{2}}}}
على التوالي. وبالمقارنة مع سلوك مؤشرات التذبذب التوافقي البسيطة، فإن هذا يعني أن حلول التذبذب موجودة عندما يكون التردد أكبر أو أقل من كلا
{\displaystyle N} و{\displaystyle S_{\ell }} . وتعرف الحالة السابقة على أنها نمط ضغط عالي التردد (نمط-p) وهذه الأخيرة نمط جاذبية منخفض التردد (نمط-g).
هذا الفصل الأساسي يسمح لنا بتحديد (وبدقة معقولة) نوع النمط الذي أرجع الصدى في النجم. عن طريق رسم المنحنيات
{\displaystyle \omega =N} و{\displaystyle \omega =S_{\ell }} (بالنسبة إلى قيمة {\displaystyle \ell })، فمن المتوقع أن (نمط-p) يرجع الصدى عند ترددات تحت كل المنحنيات أو ترددات فوق كل المنحنيات.

## آليات الإثارة

### آلية كبا
آلية كبا هي الآلية التي تقود العمليات الميكانيكية التي تتسبب في تغير لمعان العديد من أنواع النجوم النابضة المتغيرة  المعروفة، بما في ذلك متغيرات نجوم -RR- السلياق والمتغيرات القيفاوية.والنبضات التي تقودها آلية كبا متماسكة ولها سعة كبيرة نسبيا.

### الحمل الحراري
في النجوم ذات مناطق الحمل الحراري السطحي، هيجان السوائل المضطربة بالقرب من السطح تثير تذبذبات رطبة عبر مجموعة واسعة من الترددات. لأن الأنماط بشكل عام مستقرة، ولديها اتساعات منخفضة وقصيرة نسبيا. هذه الآلية تقود النبضات في جميع تذبذبات النجوم الشبية بالشمش.

### حجب الحمل
إذا كانت قاعدة منطقة الحمل الحراري السطحي حادة، والجداول الزمني للحمل الحراري أبطأ من الجداول الزمني النبضي، تتفاعل التدفقات الحملية باضطرابات بطيئة جدا يمكن أن تتراكم في نبضات كبيرة ومتماسكة. وتعرف هذه الآلية باسم حجب الحمل ويعتقد أنها تقود النبض في متغيرات غاما أبو سيف.

### إثارة المد والجزر
كشفت ملاحظات القمر الصناعي كبلر للنظم الثنائية الشاذة اهتياج تذبذبها خلال التقارب الأقرب. وتعرف هذه الأنظمة بنجوم ضربات القلب بسبب الشكل المميز لمنحنيات الضوء.

## أنواع المذبذبات

### مذبذبات تشبه الطاقة الشمسية
تكون التذبذبات أو الترددات الشمسية مدفوعة بالحمل الحراري القريب من سطح الشمس، ولذلك فإنَّ أي تذبذبات نجمية تتشابه معها بنفس الآلية يُطلق عليها التذبذبات التي تشبه الطاقة الشمسية solar-like oscillations، ومع ذلك فإن التذبذبات الشبيهة بالطاقة الشمسية تحدث أيضاً في النجوم المتطورة المختلفة والتي تحدث فيها ظروف الحمل الحراري بطرق متنوعة على الرغم من أن هذه النجوم لا تشبه الشمس.

### المتغيرات السيفيدية
المتغيرات السيفيدية Cepheid variables هي واحدة من أهم أنواع النجوم النابضة وأشهرها، أول نجم تمَّ اكتشافه من هذا النوع هو دلتا الملتهب وهذه النجوم ضخمة جداً أكبر من الشمس بنحو 200 مرة مع درجة حرارة شديدة الارتفاع، مادة الاحتراق الرئيسية لهذه النجوم هي الهيليوم، تتأرجح المتغيرات السيفيدية في أوضاعها الأساسية مع فترات استقرار نموذجية تتراوح من أيام إلى أشهر، وترتبط فترات النبض الخاصة بها ارتباطاً وثيقاً باللمعان، لذلك من الممكن تحديد المسافة بين الأرض وبين أحد هذه النجوم عن طريق قياس فترة التذبذب وحساب اللمعان ومقارنة ذلك بسطوع النجم المرصود، اكتشفت هذه الطريقة على يد هنريتا ليفيت عام 1912.

### متغيرات القيثارة RR
متغيرات القيثارة RR Lyrae variables هو مصطلح فلكي يُطلق على نوع خاص من النجوم تتميَّز بتغيُّرات نبضية منتظمة، بحيث تكون فترة تغير النبض الخاصة بها تتراوح بين 1.5 و 29 ساعة، مع سعة سطوع قصوى تصل إلى 2 vmag، تشبه متغيرات القيثارة المتغيرات السيفيدية ولكن مع اختلاف كبير في الكثافة والطاقة حيث تبلغ كتلتها حوالي 0.6 إلى 0.8 مرة من كتلة الشمس.
نتيجة التغيرات النبضية المنتظمة يمكن استخدام نجوم متغيرات القيثارة كعلامات قياسية لحساب المسافات إلى المجرات والأجرام السماوية القريبة نسبياً من الأرض وخاصةً ضمن مجرة درب التبانة، أمَّا في المجرات الأبعد يصبح من الصعوبة بمكان اكتشافها بسبب انخفاض لمعانها، وكذلك تستخدم لدراسة العناقيد النجمية المغلقة ودراسة الخصائص الكيميائية للنجوم القديمة.

### متغيرات دلتا الترس
متغيرات دلتا الترس أو الأقزام السيفيدية Delta Scuti هي نجوم متغيرة النبض تُظهر تباينات واسعة في نسبة سطوعها بسبب نبضات شعاعية وغير شعاعية تصدر من سطح النجم خلال فترات زمنية تتراوح بين 30 دقيقة و 8 ساعات مع سعة ضوئية قصوى أقل من 1 vmag، لهذه الأقزام السيفيدية نوعان: النوع A والنوع F، وعادةً ما تكون أنماط التذبذب الخاصة بها عبارة عن أوضاع ضغط شعاعي ذات تنسيق منخفض، تتشابه متغيرات دلتا مع المتغيرات السيفيدية بأن التذبذبات في كلٍّ منهما تحرضها آلية كابا التي تعمل على التشرد الثاني للهيليوم والتي تسبب تيارات حمل حرارية، تبين أيضاً أن جميع نجوم متغيرات دلتا تبدي تذبذبات من نوع Gamma Doradus ولذلك فهي تعتبر هجينة.
تعتبر متغيرات دلتا الترس علامات قياسية هامة وقد استخدمت لتحديد المسافات إلى كلٍّ من سحابة ماجلان الكبرى، العناقيد النجمية المغلفة، العناقيد النجمية المفتوحة، ومركز مجرة درب التبانة، وهي كذلك ثاني أكثر المتغيرات النابضة شيوعاً ووفرةً في مجرة درب التبانة بعد الأقزام البيضاء، اكتشفت في عام 1935 وسميت بالأقزام السيفيدية من قبل سميث عام 1955 بسبب الاختلاف الواضح بينها وبين متغيرات القيثارة، وفي عام 1980 اقترح بريغر تسميتها بنجوم دلتا الترس وهي التسمية التي أصبحت مقبولة على نطاق واسع اليوم.

### النجوم سريعة التذبذب Ap
تعتبر نجوم Ap سريعة التذبذب Rapidly oscillating Ap (roAp) stars نوعاً فرعياً من النجوم الساخنة Ap وتظهر اختلافات ضوئية سريعة في فترة زمنية قصيرة مع تباينات في سرعتها الشعاعية، تتميز بمعايير مشابهة للأقزام السيفيدية ولكنها تمتلك أيضاً خصائصاً مغناطيسيَّة وكيميائية قوية، يتم عادةً تفسير خصائص هذه النجوم من خلال نموذج النبض المائل حيث يتمُّ ضبط ترددات الأنماط بواسطة المجال المغناطيسي الذي لا يتماشى بالضرورة مع دوران النجم كما هو الحال بالنسبة للأرض، تبلغ ترددات أوضاع التذبذب حوالي 1500 ميغاهرتز مع سعات ضوئية قصوى تبلغ عدة mmag.
أول نجم سريع التذبذب تمَّ اكتشافه هو نجمة برزيبيلسكي عام 1978 بواسطة العالم دونالد كورتز في مرصد بجنوب إفريقيا، وقد تمكَّن من اكتشاف الذبذبات بعد رصده لاختلافات تقدر بنحو 10 – 20 ميلي في المنحنى الضوئي للنجم خلال فترة 12.15 دقيقة.

### النجوم النابضة ببطء من النوع بيتا ومتغيرات بيتا سيفي
النجوم بيتا النابضة ببطء Slowly-pulsating B stars هي عبارة عن نجوم من النمط بيتا مع فترات تذبذب تبلغ حوالي بضعة أيام، ويعتقد أنها أوساط ثقيلة جداً تسود فيها آلية كابا، في حين أنَّ متغيرات بيتا سيفي Beta Cephei variables هي نجوم أكثر سخونة بقليل وأكثر ضخامةً منها، ومع ذلك فالتذبذب فيها يعتمد على نفس الآلية (آلية كابا)، وتتأرجح أيضاً في أوضاع جانبية منخفضة مع فترات نبضان من عدة ساعات، وكلا النوعين يشمل فقط نجوماً تدور ببطء.
تعرف متغيرات بيتا سيفي باسم نجوم بيتا كانيس ماجوريس وتظهر اختلافات سريعة وصغيرة في سطوعها بسبب النبض الصادر عن سطح هذة النجوم، وهي عادةً نجوم زرقاء بيضاء ساخنة من النوع الطيفي O9 إلى B3 ، وتختلف عن المتغيرات السيفيدية التي يُطلق عليها اسم دلتا سيفي وهي نجوم عملاقة شديدة السطوع.

### نجوم شبه القزم من النمط بيتا
نجوم شبه القزم من النمط بيتا subdwarf B stars هي متغيرات نبضية من النوع الطيفي B تختلف عن فئة شبه القزم النموذجية من خلال كونها أكثر سخونةً وسطوعاً، تبلغ كتلتها نصف كتلة الشمس تقريباً وتتكون من 1% هيدروجين و99% هيليوم ويتراوح قطرها من 0.15 – 0.25 من نصف قطر الشمس مع درجة حرارة 40 ألف كلفن.
نجوم شبه القزم من النمط بيتا هي في جوهرها نوى عملاقة لحرق الهيليوم فقدت بطريقة ما معظم الهيدروجين الخاص بها إلى درجة عدم وجود غلاف خاص لحرق الهيدروجين فيها، تتراوح فترات التذبذب فيها بين حوالي 1 و 10 دقائق وسعتها الضوئية القصوى بين 0.001 و 0.3 vmag، وتتميز بلمعان أكثر من نجوم القزم الأبيض وتتواجد بكثرة في النظم النجمية القديمة، وفي المجرات الحلزونية والإهليلجية.

### الأقزام البيضاء النابضة
تمتلك الأقزام البيضاء White dwarfs نفس النوع الطيفي الخاص بالنجوم العادية، مع اختلاف في العلاقة بين النوع الطيفي ودرجة الحرارة الفعالة، من الناحية النظرية يمكن تبريد الأقزام البيضاء ولكنَّ الكون أصغر من أن يتمكن من تبريدها بدرجة كافية، تتراوح فترات التذبذب فيها من حوالي 30 دقيقة إلى دقيقة واحدة، ويُعتقد أن النبض الصادر عنها يعتمد على آلية كابا.
يتغير سطوع القزم الأبيض النابض بسبب موجات جاذبية غير شعاعية صادرة عن القزم الأبيض نفسه، وعادةً ما يسيطر الهيدروجين على تركيبها وتتواجد بشكلٍ شائع في كوكبة قيطس، تظهر هذه المتغيرات النجمية جميعها تباينات صغيرة من 1% إلى 30% في إنتاج الضوء والتي تنشأ عن تراكب أنماط الذبذبات مع فترات تترواح ما بين مئات إلى آلاف الثواني، إن ملاحظة من هذه الاختلافات تعطي أدلة كافية تمكننا من معرفة التركيب الداخلي للقزم الأبيض النابض.